# 진안고원
진안고원(鎭安高原)는 전라북도 진안군 무주군 장수군에 걸쳐 있는 고원지대이다.

## 주변 지형
소백산맥과 노령산맥 사이에 위치한다. 고원의 동쪽은 대덕산(大德山, 1,290m)·덕유산(德裕山, 1,614m)·백운산(白雲山, 1,279m) 등의 고봉으로 연결되는 소백산맥으로 경계지어진다.
서쪽은 운장산(雲長山, 1,126m)·만덕산(萬德山, 762m) 등으로 연결되는 노령산맥에 의하여 경계지어진다. 고원의 분지상(盆地床) 및 고원은 해발고도 300∼500m이며 지질은 화강암질편마암이고, 분지벽(盆地壁) 및 주변산지는 해발고도 600∼1,100m이며, 지질은 퇴적암류로 구성되어 있다.
이 지역이 고원화한 것은 중생대 쥐라기의 대보운동(大寶運動) 및 백악기 말의 단층운동에 의한 소백산맥과 노령산맥의 형성과 더불어 그 사이의 지역이 융기하여 형성된 것으로 보인다.
이러한 고원은 하천의 개석을 받아 무주·진안·장수 등 많은 산간침식분지가 생겼으며, 이러한 분지의 바닥면은 대개 200∼300m의 표고를 나타낸다. 이 고원은 호남지방의 지붕이라고도 하며 금강·섬진강·만경강 등이 여기에서 발원한다.
특히 금강의 상류부는 심한 감입곡류를 하여 무주구천동의 수려한 계곡을 만들고 있다. 진안군의 마이산(馬耳山, 685m)은 도립공원으로 지정되어 있다. 분지는 곡저면·단구면·산록면으로 구분할 수 있으며, 곡저면은 충적평야로 이루어진 곡저평야로 대부분 논으로 이용된다.
단구면과 산록면은 주로 밭으로 이용되는데, 특히 이 고원이 남서풍의 풍상지역으로 많은 지형성 강우와 강설이 있고 표고가 높기 때문에 고랭지농업도 활발하다.

## 참고 문헌
- 『남한의 개마고원 진안』
- 『한국지지(韓國地誌) -지방편(地方篇)』Ⅳ-』(건설부 국립지리원, 1986)
- 『한국지명요람(韓國地名要覽)』(건설부 국립지리원, 1982)
- 『신한국지리(新韓國地理)』(강석오, 새글사, 1974)